# Chiara Nicola
Chiara Nicola (Biella, 13 aprile 1983) è un'attrice italiana.

## Biografia
Nata nel 1983 a Biella, nel 2006 esordisce come protagonista del film Ma che ci faccio qui!, film debutto di Francesco Amato, con Daniele De Angelis. Il film, realizzato dagli allievi diplomandi del C.S.C., le vale vari riconoscimenti, tra cui quello come migliore interpretazione femminile all'Annecy cinéma italien.
A questo film, fanno seguito, tra gli altri: La doppia ora, regia di Giuseppe Capotondi, e Giulia non esce la sera, regia di Giuseppe Piccioni, entrambi del 2009. In Giulia non esce la sera interpreta il ruolo di Viola, figlia della protagonista (Valeria Golino).

## Filmografia

### Cinema
- Ma che ci faccio qui, regia di Francesco Amato (2006)
- Appuntamento ad ora insolita, regia di Stefano Coletta (2008)
- La straniera, regia di Marco Turco (2009)
- La doppia ora, regia di Giuseppe Capotondi (2009)
- Le ombre rosse, regia di Citto Maselli (2009)
- Giulia non esce la sera, regia di Giuseppe Piccioni (2009)
- La solitudine dei numeri primi, regia di Saverio Costanzo (2010)

### Televisione
- R.I.S. 4 - Delitti imperfetti, regia di Pier Belloni - serie TV, episodio 4x02 (2008)
- Distretto di Polizia, regia di Alessandro Capone e Matteo Mandelli - Serie TV - Canale 5 (2008)
- Crimini 2 - Little Dream, regia di Davide Marengo - Film TV - Rai 2 (2010)
- Le inchieste dell'ispettore Zen, regia di John Alexander - Serie TV - BBC One (2011) - Ruolo: Lucia
- Caccia al Re - La narcotici, regia di Michele Soavi - Miniserie TV - Rai 1 (2011)
- Fuoriclasse, regia di Riccardo Donna - Serie TV - Rai 1 (2011) - Ruolo: Laura Bellotto
- Il tredicesimo apostolo - Il prescelto, regia di Alexis Sweet - Miniserie TV - Canale 5 (2012)
- Una grande famiglia, regia di Riccardo Milani - Serie TV - Rai 1 (2012-2013)
- Il tredicesimo apostolo - La rivelazione, regia di Alexis Sweet - Miniserie TV - Canale 5 (2013)

## Riconoscimenti
- Annecy cinéma italien 2006 – Premio come Migliore Interpretazione Femminile
- Clorofilla Film Festival 2006 – Premio come Migliore Attrice
- Festival di Chieti 2006 – Premio come Migliore Attrice
- Festival Maremetraggio di Trieste 2007 – Premio come Migliore Attrice Esordiente